# Nhật thực 15 tháng 1, 2010
Nhật thực ngày 15 tháng 1 năm 2010 là một nhật thực hình khuyên với độ che khuất 0,9190 có thể được quan sát từ dải hẹp qua Maldives và châu Phi. Việt Nam nằm ngoài dải quan sát hình khuyên nhưng vẫn có thể quan sát được nhật thực một phần. Đây là lần nhật thực dài nhất thiên niên kỷ. Nhật thực trước đó vào ngày 22 tháng 7 năm 2009 là lần nhật thực toàn phần dài nhất thế kỷ.

## Quan sát nhật thực
Người dân Việt Nam có thể bắt đầu quan sát nhật thực hình khuyên dài kỷ lục từ 14h11 tại Điện Biên và Lai Châu. Nhật thực sẽ kết thúc tại Cao Bằng và Hà Giang vào khoảng 17h06.
- Tại Hà Nội bắt đầu từ lúc 14giờ 16phút56 và kết thúc lúc 17giờ 05phút02. Rõ nhất là vào 15giờ 48phút10, 67,3%
- Tại Thành phố Hồ Chí Minh bắt đầu từ lúc 14giờ 17phút38 và kết thúc lúc 16giờ 52phút03. Rõ nhất là vào 15giờ 41phút31, 38,1%
- Trong cả nước, quan sát rõ nhất là ở Lai Châu 74,9%, Lào Cai 74,7%, Hà Giang 73,8% và Cao Bằng 71,2%

## Hình ảnh

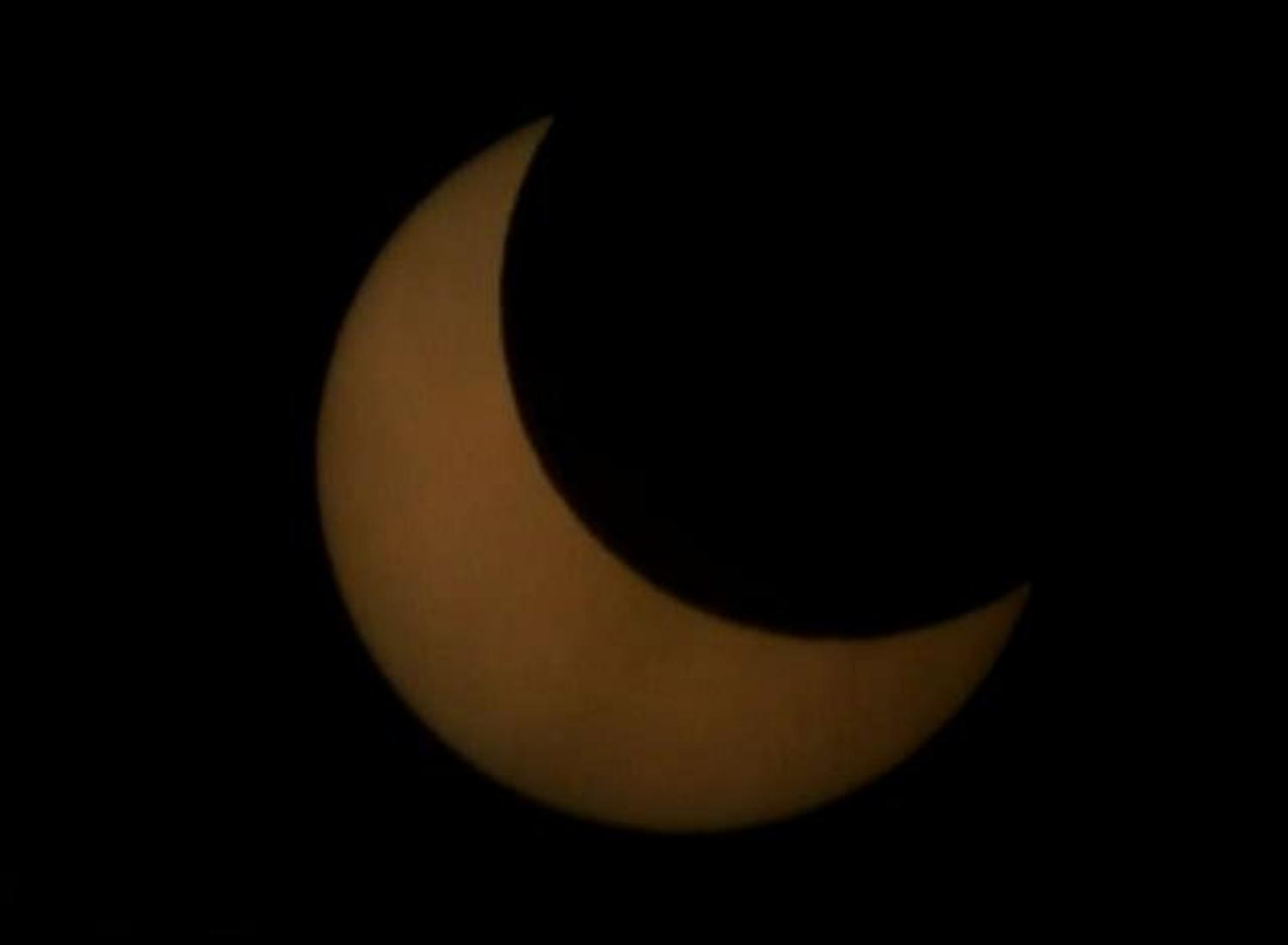